# Ianiropsis magnocula
Ianiropsis magnocula is een pissebed uit de familie Janiridae. De wetenschappelijke naam van de soort is voor het eerst geldig gepubliceerd in 1952 door Menzies.